# Copa Federación Centro
La Copa Federación Centro fue la segunda competición en importancia, organizada en España por la Federación Castellana de Fútbol, después del Campeonato Regional Centro. Fue un torneo disputado por los mejores clubes de la región centro, en formato "Copa" por eliminación, o en modo liga de todos contra todos.
También denominada Copa de Castilla,  Copa Federación Castellana,  Copa José Luis del Valle, Copa Primavera y Copa Presidente de la Federación Castellana de Fútbol.
Se tiene conocimiento de catorce ediciones de este torneo copero de la Federación Castellana, aunque es probable que existan otros. A lo largo de las ediciones esta competición tomó diferentes nombres.

## Historia

### Copa Federación Centro de 1922-23
En mayo de 1923 nace la Copa Federación Centro (también denominada en la época como Copa Madrid), disputada entre todos los equipos de Madrid bajo un formato de eliminación directa a partido único. Tras las dos primeras rondas eliminatorias, el Athletic de Madrid y el Real Madrid Football Club se clasificaron para la final que tuvo lugar el 17 de junio en el Stadium Metropolitano.

#### Fase final
|  | Cuartos de final           | Cuartos de final     |                    |   | Semifinales        | Semifinales        |  |  | Final               | Final               |
|  | 6/20 de mayo de 1923       | 6/20 de mayo de 1923 |                    |   | 31 de mayo de 1923 | 31 de mayo de 1923 |  |  | 17 de junio de 1923 | 17 de junio de 1923 |
|  |                            |                      |                    |   |                    |                    |  |  |                     |                     |
|  |                            |                      |                    |   |                    |                    |  |  |                     |                     |
|  |                            |                      |                    |   |                    |                    |  |  |                     |                     |
|  | R. S. Gimnástica           | 1                    |                    |   |                    |                    |  |  |                     |                     |
|  | R. S. Gimnástica           | 1                    |                    |   |                    |                    |  |  |                     |                     |
|  | Real Madrid F. C.          | 3                    |                    |   |                    |                    |  |  |                     |                     |
|  | Real Madrid F. C.          | 3                    | Real Madrid F. C.  | 3 |                    |                    |  |  |                     |                     |
|  |                            |                      | Real Madrid F. C.  | 3 |                    |                    |  |  |                     |                     |
|  |                            | Racing de Madrid     | 1                  |   |                    |                    |  |  |                     |                     |
|  | Racing de Madrid           | Racing de Madrid     | 1                  | 6 |                    |                    |  |  |                     |                     |
|  | Racing de Madrid           |                      |                    | 6 |                    |                    |  |  |                     |                     |
|  | Unión Sporting Club        | 0                    |                    |   |                    |                    |  |  |                     |                     |
|  | Unión Sporting Club        | 0                    | Real Madrid F. C.  | 6 |                    |                    |  |  |                     |                     |
|  |                            |                      | Real Madrid F. C.  | 6 |                    |                    |  |  |                     |                     |
|  |                            | Athletic de Madrid   | 2                  |   |                    |                    |  |  |                     |                     |
|  | Athletic de Madrid         | Athletic de Madrid   | 2                  | 9 |                    |                    |  |  |                     |                     |
|  | Athletic de Madrid         |                      |                    | 9 |                    |                    |  |  |                     |                     |
|  | Sociedad Primitiva Amistad | 0                    |                    |   |                    |                    |  |  |                     |                     |
|  | Sociedad Primitiva Amistad | 0                    | Athletic de Madrid | 7 |                    |                    |  |  |                     |                     |
|  |                            |                      | Athletic de Madrid | 7 |                    |                    |  |  |                     |                     |
|  |                            | A. D. Ferroviaria    | 0                  |   |                    |                    |  |  |                     |                     |
|  | A. D. Ferroviaria          | A. D. Ferroviaria    | 0                  | ? |                    |                    |  |  |                     |                     |
|  | A. D. Ferroviaria          |                      |                    | ? |                    |                    |  |  |                     |                     |
|  | G. C. Ciudad Lineal        | ?                    |                    |   |                    |                    |  |  |                     |                     |
|  | G. C. Ciudad Lineal        | ?                    |                    |   |                    |                    |  |  |                     |                     |

#### Final
| Final Copa Federación Centro; 17 de junio de 1923 | Real Madrid F. C.             | 6 - 2   | Athletic de Madrid      | Stadium Metropolitano, Madrid                             |                                                           |
|                                                   | Bernabéu · Posada · De Miguel | Reporte | Pololo · Monchín Triana | Asistencia: 12.000 espectadores Árbitro(s): Sr. Chopeitia | Asistencia: 12.000 espectadores Árbitro(s): Sr. Chopeitia |

### Copa Federación Centro de 1927-28
La disputaron el campeón del Campeonato Regional el Athletic de Madrid y el subcampeón el Real Madrid el 7 de junio de 1928 en el estadio de Chamartín. La victoria fue del equipo local por tres tantos a cero. La Federación Castellana de Fútbol organizó los partidos y donó el trofeo.

#### Final
| 7 de junio de 1928 | Real Madrid F. C.                                    | 3 - 0 | Athletic de Madrid | Estadio de Chamartín, Madrid |                        |
|                    | - Rubio 1' - Quesada p. 10' - Francisco Cominges 65' |       |                    | Árbitro(s): Sr. Gárate       | Árbitro(s): Sr. Gárate |

### Copa Castilla de 1933-34
La “Copa de Castilla” se crea nuevamente para la temporada 1933-34 como una competición que rellenara un calendario falto de encuentros —en especial por la participación de la selección española en el Mundial celebrado en Italia— y, por tanto, de recaudaciones.

Se desarrolló con una fase previa a un solo partido en que varios equipos habían de eliminarse para llegar a la fase final en la que automáticamente estaban ya cinco equipos clasificados (Madrid Football Club, Agrupación Deportiva Ferroviaria, Athletic Club de Madrid, Club Deportivo Nacional de Madrid y el invitado Racing Club de Santander). La fase final consistía en eliminatorias entre ocho equipos, por lo cual se jugaron cuartos, semifinales y final. 
Lo disputaron clubes de la Federación Castellana (fase previa) de Primera Categoría, más los tres primeros de la Segunda Preferente de Madrid y los dos primeros de las secciones Norte y Sur. La final la disputaron el Athletic Club de Madrid y el Club Deportivo Nacional de Madrid, siendo este último el vencedor al imponerse por cuatro goles a tres.

#### Fase previa
| Primera eliminatoria de Madrid: - S. R. El Ancora - C. D. Carabanchel 3-4 - Imperio F. C. - Alcántara Deportiva 1-2 - Sporting Vallecano - A. D. Tranviaria 3-0 - Peña Álvarez - Agrupación Olímpica (se retiró Olímpica) Segunda eliminatoria de Madrid: - Alcántara Deportiva - Sporting Vallecano 1-0 - C. D. Carabanchel - Peña Álvarez 4-0 | Primera eliminatoria de Castilla: - U. D. Salamanca - C. D. Zamora 2-0 - S. D. Española F. C. - Patria F. C. (se retiró Patria) Segunda eliminatoria de Castilla: - U. D. Salamanca - S. D. Española F. C. 5-1 |

Clasificados para cuartos de final: Sociedad Alcántara, C. D. Carabanchel y U. D. Salamanca.

#### Fase final
|  | Cuartos de final      | Cuartos de final      | Cuartos de final      |   |                   | Semifinales    | Semifinales    | Semifinales    |  |                    | Final       | Final       |
|  | 27 de mayo-3 de junio | 27 de mayo-3 de junio | 27 de mayo-3 de junio |   |                   | 10-17 de junio | 10-17 de junio | 10-17 de junio |  |                    | 24 de junio | 24 de junio |
|  |                       |                       |                       |   |                   |                |                |                |  |                    |             |             |
|  | Madrid F. C.          | 1                     | 0                     |   |                   |                |                |                |  |                    |             |             |
|  | A. D. Ferroviaria     | 1                     | 7                     |   |                   |                |                |                |  |                    |             |             |
|  | A. D. Ferroviaria     | 1                     | 7                     |   | A. D. Ferroviaria | 1              | 2              |                |  |                    |             |             |
|  |                       |                       |                       |   | A. D. Ferroviaria | 1              | 2              |                |  |                    |             |             |
|  |                       | Athletic de Madrid    | 4                     | 1 |                   |                |                |                |  |                    |             |             |
|  | Athletic de Madrid    | Athletic de Madrid    | 4                     | 1 | 2                 | 7              |                |                |  |                    |             |             |
|  | Athletic de Madrid    |                       |                       |   | 2                 | 7              |                |                |  |                    |             |             |
|  | Alcántara Deportiva   | 1                     | 0                     |   |                   |                |                |                |  |                    |             |             |
|  |                       |                       |                       |   |                   |                |                |                |  | Athletic de Madrid | 3           |             |
|  |                       | C. D. Nacional        | 4                     |   |                   |                |                |                |  |                    |             |             |
|  | C. D. Nacional        | 4                     | 4                     |   |                   |                |                |                |  |                    |             |             |
|  | C. D. Carabanchel     | 4                     | 1                     |   |                   |                |                |                |  |                    |             |             |
|  | C. D. Carabanchel     | 4                     | 1                     |   | C. D. Nacional    | 3              | 2              |                |  |                    |             |             |
|  |                       |                       |                       |   | C. D. Nacional    | 3              | 2              |                |  |                    |             |             |
|  |                       | Racing de Santander   | 0                     | 3 |                   |                |                |                |  |                    |             |             |
|  | Racing de Santander   | Racing de Santander   | 0                     | 3 | 6                 | 3              |                |                |  |                    |             |             |
|  | Racing de Santander   |                       |                       |   | 6                 | 3              |                |                |  |                    |             |             |
|  | U. D. Salamanca       | 0                     | 0                     |   |                   |                |                |                |  |                    |             |             |

### Copa Presidente Federación Castellana de 1940-41
Para el año 1941 se retomó la competición, como medida para retomar los campeonatos regionales en la zona centro y que quedaron suprimidos tras la reestructuración de la Real Federación Española de Fútbol de las diferentes competiciones existentes. El principal motivo no obstante, fue la completa consolidación y éxito de las competiciones a nivel nacional.
Por ello, fue renombrada como Copa Presidente de la Federación Castellana, teniendo en la temporada 1940-41 su renovada disputa. De la última competición regional disputada por equipos castellanos, el difunto Campeonato Regional Centro y más concretamente Mancomunado de 1939, salieron los dos contendientes: el Club Atlético-Aviación y el Real Madrid Club de Fútbol como campeón y subcampeón respectivamente.
El título se disputó a doble partido, y el Atlético-Aviación, que era como se conocía al Club Atlético de Madrid en la época, fue campeón por primera vez de la competición tras un 3-1 global frente a sus vecinos e históricos rivales, absolutos dominadores de los torneos regionales de Castilla.

#### Finales
| Partido de ida; 15 de junio de 1941 | Real Madrid C. F. | 1:0 (0:0) | Club Atlético-Aviación | Estadio de Chamartín, Madrid      |                                   |
|                                     | Arbiza 64'        | Reporte   |                        | Árbitro(s): Ramón Melcón (Madrid) | Árbitro(s): Ramón Melcón (Madrid) |

| Partido de vuelta; 22 de junio de 1941              | Club Atlético-Aviación | 3:0 (2:0) | Real Madrid C. F. | Estadio de Vallecas, Madrid         |                                     |
|                                                     | Arencibia · Campos     | Reporte   |                   | Árbitro(s): Manuel Álvarez Corriols | Árbitro(s): Manuel Álvarez Corriols |
| Campeón el equipo rojiblanco por un global de 3 - 1 |                        |           |                   |                                     |                                     |

### Copa Primavera de 1941-42
En esta edición, la competición previa se jugó en forma eliminatorias desde Cuartos de final (8 equipos) hasta la final.
El partido Gimnástica Segoviana contra U. D. Girod se jugó el 4 de junio.

#### Fase final
El partido 
|  | Cuartos de final      | Cuartos de final      | Cuartos de final      |   |               | Semifinales   | Semifinales   | Semifinales   |  |             | Final                   | Final                   |  |
|  | 10 de mayo-17 de mayo | 10 de mayo-17 de mayo | 10 de mayo-17 de mayo |   |               | 10-31 de mayo | 10-31 de mayo | 10-31 de mayo |  |             | 14 de junio-21 de junio | 14 de junio-21 de junio |  |
|  |                       |                       |                       |   |               |               |               |               |  |             |                         |                         |  |
|  | C.D. Informaciones    | 0                     | 0                     |   |               |               |               |               |  |             |                         |                         |  |
|  | A. D. El Rayo         | 0                     | 2                     |   |               |               |               |               |  |             |                         |                         |  |
|  | A. D. El Rayo         | 0                     | 2                     |   | A. D. El Rayo | 0             | 1             |               |  |             |                         |                         |  |
|  |                       |                       |                       |   | A. D. El Rayo | 0             | 1             |               |  |             |                         |                         |  |
|  |                       | C. D. Toledo          | 2                     | 1 |               |               |               |               |  |             |                         |                         |  |
|  | C. D. Carabanchel     | C. D. Toledo          | 2                     | 1 | 1             | 1             |               |               |  |             |                         |                         |  |
|  | C. D. Carabanchel     |                       |                       |   | 1             | 1             |               |               |  |             |                         |                         |  |
|  | C. D. Toledo          | 3                     | 5                     |   |               |               |               |               |  |             |                         |                         |  |
|  |                       |                       |                       |   |               |               |               |               |  | U. D. Girod | 4                       | 0                       |  |
|  |                       | C. D. Toledo          | 4                     | 1 |               |               |               |               |  |             |                         |                         |  |
|  | U. D. Girod           | 2                     | 3                     |   |               |               |               |               |  |             |                         |                         |  |
|  | R. S. D. Alcalá       | 0                     | 1                     |   |               |               |               |               |  |             |                         |                         |  |
|  | R. S. D. Alcalá       | 0                     | 1                     |   | U. D. Girod   | 5             | 1             |               |  |             |                         |                         |  |
|  |                       |                       |                       |   | U. D. Girod   | 5             | 1             |               |  |             |                         |                         |  |
|  |                       | Gimnástica Segoviana  | 0                     | 1 |               |               |               |               |  |             |                         |                         |  |
|  | Madrileño C. F.       | Gimnástica Segoviana  | 0                     | 1 | 2             | 1             |               |               |  |             |                         |                         |  |
|  | Madrileño C. F.       |                       |                       |   | 2             | 1             |               |               |  |             |                         |                         |  |
|  | Gimnástica Segoviana  | 2                     | 1                     |   |               |               |               |               |  |             |                         |                         |  |

#### Final
| Partido de ida; junio de 1942 | U. D. Girod                          | 4 : 4 | C. D. Toledo                                           | Estadio Vallecas, Madrid |  |
|                               | 0-1¿?.0-2 ¿? 2-3 Salvador, 2-4 Muñoz |       | 1-2 Alvareda, 2-2 Alvareda, 3-4 Andreu, 4-4 Rafa Yunta |                          |  |

| Partido de desempate; julio de 1942 | U. D. Girod | 0 : 1 | C. D. Toledo | Estadio de Delicias, Madrid |  |
|                                     |             |       | Alvareda ·   |                             |  |

### Copa Primavera 1942-43
En esta edición, la competición previa se dividió en dos grupos de 5 y 6 equipos, siendo campeón del grupo 1 el C. D. Toledo y el campeón del grupo 2 el  A. D. Rayo Vallecano.

#### Fase
Grupo 1: 
C. D. Toledo 13 puntos,  Real Madrid amateur 13 puntos, C. D. Tranvias 7 puntos, R. S. D. Alcalá 3 puntos, y U.D. Girod 2 puntos.
Grupo 2:
A. D. Rayo Vallecano 15 puntos, Club Atlético de Madrid 15 puntos, A. D. Ferroviaria 14 puntos,  R. C. D. Carabanchel  7 puntos, C. D. Informaciones 5 puntos, C. D. Barbieri 2 puntos.

#### Final
| Final; 27 de junio de 1943 | C. D. Toledo | 2:0 | A. D. Rayo Vallecano | Estadio de Palomarejos, Toledo |                       |
|                            | Florencio ·  |     |                      | Árbitro(s): Caballero          | Árbitro(s): Caballero |

### Copa Presidente Federación Castellana de 1943-44
Esta edición la volvieron a disputar los mismos contendientes de la anterior edición, como representantes en Primera División del fútbol castellano, debido a que dejó de disputarse el Campeonato Regional Centro. Se jugó una final a partido único, ganando el Real Madrid Club de Fútbol.

#### Final
| Final; 8 de diciembre de 1943 | Real Madrid C. F.                                             | 5 : 0 | Atlético-Aviación | Chamartín, Madrid        |                          |
|                               | Barinaga 2' 20' · Moleiro 62' · Alonso II 65' · Cuca II 88' · |       |                   | Árbitro(s): Antonio Polo | Árbitro(s): Antonio Polo |

### Copa José Luis del Valle de 1943-44
En esta edición, la competición previa se jugó en forma de liga con 12 equipos.

#### Final
| Partido de ida; 25 de junio de 1944 | A. D. Ferroviaria | 2 : 2 | C. D. Toledo | Delicias, Madrid        |                         |
|                                     | Ruano y Peña      |       | González ·   | Árbitro(s): Ruiz Flores | Árbitro(s): Ruiz Flores |

| Partido de vuelta; 2 de julio de 1944 | C. D. Toledo                                    | 5 : 2 | A. D. Ferroviaria                | Estadio de Palomarejos, Toledo |                             |
|                                       | Rafa Yunta 17' 60' · González · Florencio 70' · |       | García Ochoa 17' 'Martialay' 80' | Árbitro(s): García Martínez    | Árbitro(s): García Martínez |

### Copa José Luis del Valle de 1944-45
En esta edición, la competición previa se dividió en dos grupos, siendo campeón del grupo 1 el Real Madrid C. F. y el campeón del grupo 2 el Club Atlético de Madrid.

#### Fase
Grupo 1: 
Real Madrid C. F. 17 puntos, A. D. Ferroviaria 16 puntos, C. D. Fuyma 11 puntos, Talavera CF 10 puntos, Tranvias CF 7 puntos y C.D. Colonia 2 puntos.
Grupo 2:
Club Atlético de Madrid 20 puntos, A. D. Plus Ultra 14 puntos, C. D. Barbieri 13 puntos, C. D. Toledo 13 puntos, C. D. Usle 7 puntos, R. S. D. Alcalá 5 puntos y Cultural Leonés 4 puntos.

#### Final
| Final; 16 de septiembre de 1945 | Real Madrid C. F.                       | 2:1 | Club Atlético de Madrid | Estadio de Chamartín, Madrid |                    |
|                                 | Juanete 35' · José Mercader "Porro" 45' |     | Rafa 36' ·              | Árbitro(s): Gascón           | Árbitro(s): Gascón |

### Copa Castilla 1947-48

#### Grupo único
Se jugó en un grupo de 6 equipos, todos contra todos (10 jornadas) y resultó vencedor el Real Madrid amateur.
Clasificación final: Real Madrid amateur 15 puntos, Real Ávila C. F. 12 puntos, Gimnástica Segoviana 11 puntos, Club Atlético de Madrid amateur 8 puntos, A. D. Ferroviaria 7 puntos y A. D. Plus Ultra amateur.

### Copa Federación Castellana de 1948-49
En esta edición, la competición previa se jugó en forma de liga con 2 grupos de 4 equipos cada uno. La final la juegan los campeones de grupos.

#### Fase de grupos
Grupo A: Getafe Deportivo 9 puntos, Gimnástica Segoviana 8 puntos, U. D. San Lorenzo 5 puntos y C. D. Leganés 2 puntos-
Grupo B: S. R. Boetticher 9 puntos, R. C. D. Carabanchel 8 puntos, C. D. Femsa 7 puntos y Real Aranjuez 0 puntos.

#### Final
| Partido de desempate; 3 de julio de 1949 | Getafe Deportivo | 3 : 1 | S. R. Boetticher | Estadio Federación, Madrid |  |

### Copa Castilla 1949-50

#### Grupo único
Se jugó en un grupo de 6 equipos, todos contra todos (10 jornadas) y al final hubo un empate en la cabeza de la tabla entre C. D. Guadalajara y R.S.D. Alcalá, y hubo de disputar se una final de desempate para dilucidar el campeón.

#### Final (desempate)
| Partido de desempate; 2 de julio de 1950 | C. D. Guadalajara   | 3 : 1 | R.S.D. Alcalá | Estadio del Productor, Guadalajara |  |
|                                          | Casanovas · Arquero |       |               |                                    |  |

### Copa Federación Castellana de 1952-53
En esta edición, la competición previa se jugó en forma de liga con 2 grupos de 3 equipos. 
Grupo A: U. D. San Lorenzo 5 puntos, UD Girod 4 puntos y CD Cuatro Caminos 3 puntos.
Grupo B: C. D. Guadalajara 4 puntos, C. D. Manchego 4 puntos y A. D. Rayo Vallercano 4 puntos. (En este grupo clasifica el C. D. Guadalajara por la diferencia de goles.

#### Final
| Partido de ida; 28 de junio de 1953 | U. D. San Lorenzo                    | 4 : 0 | C. D. Guadalajara | Los Pinos, San Lorenzo del Escorial |  |
|                                     | Novas 11' 55' · Sastre 42' Magán 75' |       |                   |                                     |  |

| Partido de vuelta; 5 de julio de 1953 | C. D. Guadalajara | 1 : 0 | U. D. San Lorenzo | Estadio del Productor, Guadalajara |                      |
|                                       | García 17' ·      |       |                   | Árbitro(s): Quintana               | Árbitro(s): Quintana |

## Historial
En las ediciones conocidas de la competición es el Real Madrid Club de Fútbol el equipo más laureado con cinco títulos, seguidos por el C. D. Toledo con cuatro títulos, el Getafe Deportivo —actual Getafe C. F.— con dos y Club Deportivo Nacional de Madrid, Club Atlético-Aviación —actual Atlético de Madrid—, U. D. San Lorenzo y el C. D. Guadalajara con un título para cada uno. 
La competición recibió diversos nombres según la temporada, siendo en ocasiones nombrada como Copa Primavera y otras como Copa Castilla, Copa Federación Castellana, Copa José Luis del Valle o Copa Presidente de la Federación Castellana. 
| Temporada | Campeón | Resultado | Subcampeón | Notas |
| Copa Federación Centro (Copa Castilla, Copa Primavera, Copa Federación Castellana, Copa José Luis del Valle, Copa Presidente de la Federación Castellana) | Copa Federación Centro (Copa Castilla, Copa Primavera, Copa Federación Castellana, Copa José Luis del Valle, Copa Presidente de la Federación Castellana) | Copa Federación Centro (Copa Castilla, Copa Primavera, Copa Federación Castellana, Copa José Luis del Valle, Copa Presidente de la Federación Castellana) | Copa Federación Centro (Copa Castilla, Copa Primavera, Copa Federación Castellana, Copa José Luis del Valle, Copa Presidente de la Federación Castellana) | Copa Federación Centro (Copa Castilla, Copa Primavera, Copa Federación Castellana, Copa José Luis del Valle, Copa Presidente de la Federación Castellana) |
| --- | --- | --- | --- | --- |
| 1922-23 | Real Madrid C. F. | 6-2 | Athletic de Madrid | Copa Federación Centro 1922-23 |
| 1927-28 | Real Madrid C. F. | 3-0 | Athletic de Madrid | Copa Federación Centro 1927-28 |
| 1933-34 | C. D. Nacional | 4-3 | Athletic de Madrid | Copa Castilla 1933-34 |
| 1940-41 | C. D. Toledo | 5-1 / 2-4 | A. D. El Rayo | Copa Primavera 1940-41 |
| 1940-41 | Club Atlético-Aviación | 0-1 / 3-0 | Real Madrid C. F. | Copa Presidente Federación Castellana 1940-41 |
| 1941-42 | C. D. Toledo | 4-4 / 1-0 | U. D. Girod | Copa Primavera 1941-42 |
| 1942-43 | C. D. Toledo | 2-0 | A. D. El Rayo | Copa Primavera 1942-43 |
| 1943-44 | Real Madrid C. F. | 5-0 | Club Atlético-Aviación | Copa Presidente Federación Castellana 1943-44 |
| 1943-44 | C. D. Toledo | 2-2 / 5-2 | A. D. Ferroviaria | Copa José Luis del Valle 1943-44 |
| 1944-45 | Real Madrid C. F. | 2-1 | Club Atlético-Aviación | Copa José Luis del Valle 1944-45 |
| 1947-48 | Real Madrid Amateur | liga 6 equipos | Real Ávila C. F. | Copa Castilla 1947-48 |
| 1948-49 | Getafe Deportivo | 3-1 | S. R. Boetticher | Copa Federación Castellana 1948-49 |
| 1949-50 | C. D. Guadalajara | 3-1 (desempate) | R.S.D. Alcalá | Copa Castilla 1949-50 |
| 1952-53 | U. D. San Lorenzo | 4-0 / 0-1 | C. D. Guadalajara | Copa Federación Castellana 1952-53 |
| 1961-62 | Getafe Deportivo | 1-1 / 3-0 | Tomelloso C. F. | Copa Federación Castellana 1961-62 |

### Palmarés
| Equipo                            | Títulos | Subcampeonatos | Años campeonatos                   |
| --------------------------------- | ------- | -------------- | ---------------------------------- |
| Real Madrid Club de Fútbol        | 4       | 1              | 1922-23, 1927-28, 1942-43, 1944-45 |
| C. D. Toledo                      | 4       | -              | 1939-40, 1941-42, 1942-43, 1943-44 |
| Getafe Deportivo                  | 2       |                | 1948-49, 1961-62                   |
| Club Atlético de Madrid           | 1       | 4              | 1940-41                            |
| U. D. San Lorenzo                 | 1       | -              | 1952-53                            |
| C. D. Guadalajara                 | 1       | 1              | 1949-50                            |
| Club Deportivo Nacional de Madrid | 1       | -              | 1933-34                            |
| Real Madrid amateur               | 1       | -              | 1947-48                            |

## Historial Juvenil

### Copa Federación Castellana de Fútbol Juvenil de 1950-51
La edición de 1951 fue vencida por el Real Aranjuez CF.
Final:
|  | Real Aranjuez CF | grupo fase final | A. D. Plus Ultra juvenil | , Madrid |  |

### Copa Federación Castellana de Fútbol Juvenil de 1951-52
La edición de 1952 fue vencida por el UD Girod.
Final:
|  | UD Girod | grupo fase final | RCD Carabanchel | , Madrid |  |

### Copa Federación Castellana de Fútbol Juvenil de 1952-53
La edición de 1953 fue vencida por el U. D. San Lorenzo.
Final:
|  | U. D. San Lorenzo | grupo fase final | Club Getafe Deportivo | , Madrid |  |

### Copa Federación Castellana de Fútbol Juvenil de 1953-54
La edición de 1954 fue vencida por el CD Hesperia.
Final:
|  | CD Hesperia | grupo fase final | Bandera de la Comunidad de Madrid | , Madrid |  |

### Copa Federación Castellana de Fútbol Juvenil de 1954-55
La edición de 1955 fue vencida por el A. D. Plus Ultra juvenil.
Final:
|  | A. D. Plus Ultra juvenil | - | CD Plata | , Madrid |  |

### Copa Federación Castellana de Fútbol Juvenil de 1955-56
Esta edición la disputaron el Real Madrid Club de Fútbol Juvenil y la Agrupación Deportiva Plus Ultra, tras salir vencedores de sus respectivos grupos previos. Se jugó una final a partido único, ganando el Real Madrid por cinco goles a cero.
Final:
| 17/06/1956 | Real Madrid C. F. Juvenil                       | 5-0 | A. D. Plus Ultra juvenil | Estadio de Chamartín, Madrid |  |
|            | Casado · Casado · Téllez · Téllez · Jiménez (p) |     |                          |                              |  |

### Copa Federación Castellana de Fútbol Juvenil de 1956-57
La edición de 1957 fue vencida de nuevo por el Real Madrid C. F. Juvenil "B" .
Final:
|  | Real Madrid C. F. Juvenil "B" | 5-2 | F.J.Leganés * | Desconocido, Madrid |  |

Nota: Se desconoce si se refiere a la Agrupación Deportiva Leganés o al Club Deportivo Leganés.

### Copa Federación Castellana de Fútbol Juvenil de 1957-58
La edición de 1958 fue vencida por el Club Deportivo Femsa.
Final:
|  | C. D. Femsa | 3-0 | C. D. Amparo | Desconocido, Madrid |  |

### Copa Federación Castellana de Fútbol Juvenil de 1958-59
La edición de 1959 fue vencida por el CD Parque Móvil.
Final:
|  | CD Parque Móvil | 3-1 | Atlético de Madrid juvenil B | Desconocido, Madrid |  |

### Copa Federación Castellana de Fútbol Juvenil de 1959-60
La edición de 1960 fue vencida por el  Real Madrid C. F. Juvenil.
Final:
|  | Real Madrid C. F. Juvenil | liga final 6 equipos | Real Madrid C. F. Juvenil "B" | ', Madrid |  |

### Copa Federación Castellana de Fútbol Juvenil de 1960-61
La edición de 1961 fue vencida por el segundo equipo Real Madrid C. F. Juvenil "B".
Final:
| 18/06/1961 | Real Madrid C. F. Juvenil "B" | 4-1 | Real Madrid C. F. Juvenil | San Miguel, Madrid |  |

### Copa Federación Castellana de Fútbol Juvenil de 1961-62
La edición de 1962 fue vencida por el Real Madrid C. F. Juvenil "B".
Final:
| 21/06/1962 | Real Madrid C. F. Juvenil "B" | 2-0 | CD Puerta Bonita | Vallecas, Madrid |  |

### Copa Federación Castellana de Fútbol Juvenil de 1962-63
La edición de 1963 fue vencida por el Real Madrid C. F. Juvenil
Final:
| 30/06/1963 | Real Madrid C. F. Juvenil | 5-1 | CD Puerta Bonita | Hogar, Madrid |  |

### Copa Federación Castellana de Fútbol Juvenil de 1963-64
La edición de 1964 fue vencida por el Real Madrid C. F. Juvenil "B"
Final:
| 05/07/1964 | Real Madrid C. F. Juvenil "B" | 2-1 | Atlético de Madrid juvenil B | Hogar, Madrid |  |

### Copa Federación Castellana de Fútbol Juvenil de 1964-65
La edición de 1965 fue vencida por el Real Madrid C. F. Juvenil "B"
Final:
| 27/06/1965 | Real Madrid C. F. Juvenil "B" | 1-0 | Atlético de Madrid juvenil B | Vallecas, Madrid |  |

### Copa Federación Castellana de Fútbol Juvenil de 1965-66
La edición de 1966 fue vencida por el Atlético de Madrid juvenil C
Final:
|  | Atlético de Madrid juvenil C | vs. | Bandera de la Comunidad de Madrid | , Madrid |  |

### Copa Federación Castellana de Fútbol Juvenil de 1966-67
La edición de 1967 fue vencida por el Real Madrid C. F. Juvenil "B"
Final:
| 25/06/1967 | Real Madrid C. F. Juvenil "B" | 3-2 | Real Madrid C. F. Juvenil "C" | Santiago Bernabéu, Madrid |  |

### Copa Federación Castellana de Fútbol Juvenil de 1967-68
La edición de 1968 fue vencida por el Real Madrid C. F. Juvenil "B"
Final:
| 16/06/1968 | Real Madrid C. F. Juvenil "B" | 1-0 | A. D. Plus Ultra juvenil | Santiago Bernabéu, Madrid |  |

### Copa Federación Castellana de Fútbol Juvenil de 1968-69
La edición de 1969 fue vencida por el CD Chamartín
Final:
|  | CD Chamartín | - | Bandera de la Comunidad de Madrid | Santiago Bernabéu, Madrid |  |

### Copa Federación Castellana de Fútbol Juvenil de 1969-70
La edición de 1970 fue vencida por el CD Guad-El-Jelú
Final:
|  | CD Guad-El-Jelú | - | Bandera de la Comunidad de Madrid | , Madrid |  |

### Copa Federación Castellana de Fútbol Juvenil de 1970-71
La edición de 1971 fue vencida por el CD Guad-El-Jelú
Final:
| 20/06/1971 | CD Guad-El-Jelú | 1-0 | Real Madrid C. F. Juvenil | , Madrid |  |

### Copa Federación Castellana de Fútbol Juvenil de 1971-72
La edición de 1972 fue vencida por el CD Chamartín
Final:
| 02/07/1972 | CD Chamartín | 2-0 | Atlético de Madrid juvenil | , Madrid |  |

### Copa Federación Castellana de Fútbol Juvenil de 1972-73
La edición de 1973 fue vencida por el AD Colmenar Viejo
Final:
| 10/06/1973 | AD Colmenar Viejo | 2-0 | Real Aranjuez CF | , Madrid |  |

### Copa Federación Castellana de Fútbol Juvenil de 1974-75
La edición de 1975 fue vencida por el CD Chamartín
Final:
| 15/06/1975 | CD Chamartín | 4-2 | Real Madrid C. F. Juvenil | Ciudad Deportiva Real Madrid, Madrid |  |

### Copa Federación Castellana de Fútbol Juvenil de 1975-76
La edición de 1976 fue vencida por el CD Magerit
Final:
| 22/06/1976 | CD Magerit | 1-0 | Aravaca CF | , Madrid |  |